# Madden NFL 25
Madden NFL 25 est un jeu de simulation de sport (football américain) qui détient les licences officielles sur la National Football League et sorti le 27 août 2013 sur la PlayStation 3, la PlayStation 4, la Xbox 360 et la Xbox One. Le jeu a été développé et édité par Electronic Arts et fait partie de la série de jeux Madden NFL. Le titre du jeu fait référence au 25e anniversaire de la série Madden.

## Accueil
- Jeuxvideo.com : 14/20[1]